# 弗朗西斯·杰弗斯
法蘭西斯·謝菲斯（英語：Francis Jeffers，1981年1月25日—）出生於英格蘭默西賽德郡利物浦，是一名足球運動員，司職前鋒。
謝菲斯以13個入球與阿兰·希勒一同保持英格蘭U21歷來最高入球紀錄。謝菲斯以走位靈活，常常能在人馬雜踏的禁區內爭到空位射球入網，而獲得「禁區狐狸」（fox in the box）的稱號。

## 生平

### 球會

#### 愛華頓
謝菲斯出身愛華頓青訓系統，1997年拆禮物日在奧脫福球場半場後補入替戴夫·屈臣（Dave Watson）作處子登場，時年僅16歲另335日。於1998年簽署首份職業合約。2月7日作客打比郡首次正選上陣；2月13日英格蘭足總盃第五圈主場對高雲地利，謝菲斯先拔頭籌，射入個人首個入球，協助球隊2-1獲勝；這球季謝菲斯以7球成為愛華頓次席射手。
1999年謝菲斯為要求加薪而與時任領隊沃尔特·史密斯發生爭執，更一度要求轉會，雖然最後取回，但下半季大部分時間被雪藏；但他仍參與一場經典默西賽德郡打吡，1999年9月27日愛華頓作客晏菲路球場，開賽後僅4分鐘，謝菲斯即擺脫及的夾擊，傳交無人看管的奇雲·金寶（Kevin Campbell）射入本場唯一入場；而謝菲斯自己有一球「單刀」不入，於下半場74分鐘與對方門將（Sander Westerveld）一同被紅牌驅逐離場；而亦在完場前被趕離場，結束這場火爆大戰。
2000/01年球季謝菲斯洗心革面，季前提早開操恢復狀態，開季5場射入5球，更在作客對米杜士堡包辦兩球，協助球隊2-1取得首場作客勝利，獲得沃尔特·史密斯的讚賞。9月27日英格蘭聯賽盃第二圈次回合作客對布里斯托流浪，謝菲斯雖然為愛華頓先拔頭籌，但完半場前因扭傷足踝而離場，賽後掃瞄證實足踝韌帶受損，需要養傷最少6星期。受傷期間有傳聞謝菲斯與曼聯及熱刺拉上關係，但愛華頓回應以其尚餘18個月合約並已開始商討續約。已缺陣兩個月的謝菲斯於12月5日需為同一個受傷的足踝關節動手術移除一塊碎骨，預計要多6星期才復原。養傷直到2001年2月10日對莱斯特城才告復出。3月6日謝菲斯拒絕愛華頓提出歷來最優厚5年總值達800萬英鎊的新合約，傳聞愛華頓會將他出售套現，有意羅致他的球會包括曼聯、阿仙奴、米杜士堡及熱刺。3月13日操練時再觸傷足踝，缺陣兩週後才告傷愈復出，因拒絕續約，在作客對韋斯咸時被隨隊的愛華頓球迷喝倒采。3月21日熱刺首先作出收購查詢。4月8日主場出戰曼城，謝菲斯於半場後補入替鄧肯·費格遜（Duncan Ferguson），但與丹尼·蒂亚托（Danny Tiatto）相撞後肩膀脫臼，於70分鐘退下火線，賽後證實需要缺席球季餘下的比賽，亦即謝菲斯在愛華頓的生涯正式完結。
球季結束後愛華頓將謝菲斯標價1,000萬英鎊求售，熱刺及紐卡素將與阿仙奴一同競爭，而列斯聯亦會視马克·维杜卡的去向隨時加入角逐。

#### 阿仙奴
2001年6月14日阿仙奴成功以1,000萬英鎊羅致謝菲斯，其中即付800萬鎊，餘下200萬鎊視表現支付，雲加表示會維持一貫4-4-2的陣式，與謝菲斯一同競爭前鋒兩個席位包括亨利、柏金、簡奴及韋托特，但他仍希望脫穎而出。9月22日主場對保頓射入加盟以來首個入球。新球季僅為阿仙奴上陣6場，於9月29日第二次正選在英超作客對打比郡再次觸傷足踝舊患，需要缺陣直到新年後，有傳謝菲斯需要動手術而缺席球季餘下比賽，但雲加否認相關傳聞，謝菲斯直到2002年2月7日才通過對預備隊的友誼賽證實傷勢無礙，於2月16日英格蘭足總盃第五圈主場5-2擊敗正式復出。球季煞科日阿仙奴已穩奪失落三年的英超冠軍，主場迎戰愛華頓，倒戈的謝菲斯於下半場後補上陣並頂入1球，以4-3獲勝後舉行頒獎禮，但在聯賽僅上陣6仗的謝菲斯未能獲得冠軍獎牌，亦未能進入英格蘭足總盃擊敗車路士奪冠的決賽陣容，雖然阿仙奴獲得雙料冠軍，謝菲斯只有陪同贈慶的份兒。
2002/03年球季展開前，阿仙奴隊長托尼·亚当斯要求球隊再簽入一名前鋒，但雲加支持謝菲斯將會取得成功以證明其1,000萬英鎊的身價，但他自己表示如未能闖入一隊，他會選擇離隊。2002年9月21日主場2-1擊敗保頓，謝菲斯下半場後補上陣卻不斷錯失機會，包括一球離門僅3碼不入。10月19日謝菲斯隨阿仙奴重返葛迪遜公園球場，於下半場後補入替倒戈對母會，但風頭完全被在完場前奠定勝局的小師弟朗尼蓋過，朗尼的入球使他成為當時英超歷來最年青的入球者兼打破阿仙奴的30場不敗紀錄。11月6日英格蘭聯賽盃阿仙奴以次選球員主場迎戰新特蘭，謝菲斯擔大旗正選上陣，並射入1球協助球隊上半場領先2-0，但下半場卻連失3球反輸2-3，慘遭「黑貓」淘汰出局。12月29日阿仙奴與利物浦榜首大戰，下半場利物浦由梅菲射入十二碼領先1-0，雲加隨即以謝菲斯入替韋托特，僅3分鐘後他於禁區被懷斯侵犯為己隊取回一個十二碼，由亨利射入扳平1-1完場，在榜首繼續領先5分，賽後利物浦領隊侯利亞及報章直指謝菲斯為「騙子」（conman），但他否認有「插水」。2003年2月22日謝菲斯接受訪問時表示滿意球隊的輪換政策，讓他取得一定的上陣機會，並且樂意繼續留隊。3月8日英格蘭足總盃八強遭遇車路士，開賽僅兩分鐘即被特里頭球破網先開紀錄；19分鐘库迪奇尼出迎撞跌謝菲斯被罰十二碼，但亨利卻「宴客」射失；但謝菲斯的努力沒有白費，終於在36分鐘射入扳平，其後兩隊各入一球成2-2完場須要重賽，而阿仙奴仍然維持衛冕雙料冠軍的機會。3月25日重賽阿仙奴雖然作客，但仍以3-1獲勝晉級準決賽，謝菲斯罕有地正選上陣。賽後有報章刊登車路士名宿彼得·奧士葛（Peter Osgood）的訪問，表示謝菲斯經常「插水」博取罰球或十二碼，樂於見到有後衛能夠「教訓」他，並令他受傷，事後彼得·奧士葛雖然否認有說過希望有後衛弄傷謝菲斯，但仍然強調他是「插水」。謝菲斯繼續獲派在足總盃出任正選，於4月13日準決賽出戰，34分鐘他傳交韋托特近射中柱，再由龍格堡補中，1-0淘汰對手殺入決賽。但他再次因傷缺席季末餘下的比賽及英格蘭在夏季的國際賽。
季後謝菲斯表示希望重返愛華頓，而伯明翰城亦有意以約400萬英鎊羅致他，但以其達到35,000英鎊的週薪過高而未能成事，布力般流浪也一度表示有興趣。2003年8月10日英格蘭社區盾對曼聯，謝菲斯下半場60分鐘入替柏金，但僅比賽13分鐘便因發脾氣踢菲臘·尼維利而被紅牌驅逐離場，成為雲加任教阿仙奴以來第50名被逐的球員。9月1日謝菲斯獲外借返回愛華頓一季。
查爾頓
布力般流浪
錫周三
紐卡素噴射機
馬瑟韋爾
2011年2月4日謝菲斯重返蘇超加盟馬瑟韋爾，簽約至球季結束，期間上陣14場，分別於聯賽及盃賽各入1球。6月1日於合約屆滿後被放棄。
重返紐卡素噴射機
2011年10月20日謝菲斯再赴澳洲加盟舊東家紐卡素噴射機，簽約1年。

### 國家隊
謝菲斯入選2000年歐洲U-21足球錦標賽決賽週英格蘭U21大軍名單，與三屆冠軍義大利、土耳其及主辦國斯洛伐克同處"B"組，作為主力前鋒的謝菲斯3仗均正選上陣，但稍令人失望僅取得1個入球。英格蘭首場淨負0-2給義大利；次仗英格蘭大勝土耳其6-0，謝菲斯於完半場前射入1球，保持一線晉級決賽的希望；但分組賽最後一仗以0-2不敵斯洛伐克，英格蘭只得第3位，提早出局返國。賽後領隊侯活·韋健遜重整軍容，謝菲斯在其後一場6-1大勝格魯吉亞的熱身賽上陣並射入1球。
在因足踝及肩膀相繼受傷而缺席2000/01年球季大部分比賽後，謝菲斯於季後轉投阿仙奴，他傷愈並獲U21新領隊重召歸隊。2001年8月31日2002年歐洲U-21足球錦標賽外圍賽作客弗赖堡對德國，謝菲斯在完場前射入致勝球以2-1獲勝，比對手少兩分但少賽一場，出線命運掌握在自己手中；9月4日主場在河畔球場5-0大勝阿爾巴尼亞，謝菲斯個人演出帽子戲法；但在聯賽再次觸傷足踝導致謝菲斯缺席最後一場主場對希臘的比賽，並且失去決賽週的代表資格。
雖然飽受足傷困擾，謝菲斯仍入選重整的新軍陣中。在2004年歐洲U-21足球錦標賽首場外圍賽4-0大勝斯洛伐克中射入1球；次仗主場3-1擊敗馬其頓，謝菲斯演出帽子戲法，包辦英格蘭3個入球。2003年2月謝菲斯獲艾歷臣徵召加入大國腳的27人大軍行列，備戰對澳洲的友誼賽，艾歷臣在上、下場採用完全不同的球員，上半場用最佳人選，而下半場讓新晉球員汲取經驗，結果上半場已先落後兩球，雖然下半場謝菲斯為英格蘭追回一球，但最終仍以1-3落敗，這是他獲得唯一的國家隊喼帽，亦使他成為歷來38名僅代表上陣一次並取得入球的國家隊成員之一。4月1日謝菲斯再次為英格蘭U21披甲，主場出戰土耳其，開賽後13分鐘被端基先拔頭籌，其後謝菲斯射入扳平1-1直到完場，賽果使英格蘭僅處外圍賽分組賽的第三位，出線汲汲可危，但這球是謝菲斯為英格蘭U21上陣13場射入的第13球，追平前輩阿兰·希勒保持的最高入球紀錄。8月19日英格蘭U21熱身賽主場0-3慘敗給克羅地亞；9月6日英格蘭U21作客僅能1-1賽和馬其頓；9月9日主場1-2負於葡萄牙後，英格蘭U21確定被擯出局，而謝菲斯亦完成其代表英格蘭U21在三屆歐洲U-21足球錦標賽作賽的任務。
國際賽入球
| #   | 日期          | 場地                         | 對賽球隊 | 入球 | 比數 | 競賽   |
| --- | ------------- | ---------------------------- | -------- | ---- | ---- | ------ |
| 01. | 2003年2月12日 | 英格蘭，倫敦，烏普頓公園球場 |          | 1-2  | 1-3  | 友誼賽 |

## 外部連結
- 足球数据库：弗朗西斯·杰弗斯的球员统计数据
- Francis Jeffers player profile at swfc.co.uk
- Francis Jeffers player profile at cafc.co.uk
- FootballDatabase provides Francis Jeffers's profile and stats （页面存档备份，存于）
- Another new start for Francis Jeffers - When Saturday Comes discusses Jeffer's career.